# Squatina aculeata
Lo Squatina aculeata Cuvier, 1829, appartiene al genere Squatina ed alla famiglia Squatinidae.

## Areale
Vive nell'Oceano Atlantico Orientale tra il 43°N ed il 19°S di latitudine. Più precisamente abita le acque del Mediterraneo occidentale, del Marocco, del Senegal, quelle comprese tra la Guinea-Bissau e la Nigeria e quelle comprese tra il Gabon e l'Angola. 

## Habitat
Preferiscono le profondità comprese tra 30 e 500 metri. Vivono principalmente vicino a fondali fangosi.

## Aspetto
Le dimensioni massime registrate sono di 188 cm.

## Riproduzione
Si tratta di una specie ovovivipara.

## Alimentazione
Si nutrono principalmente di piccoli squali e di carangidi.

## Interazioni con l'uomo
Vengono consumati freschi o essiccati e salati dall'uomo, ma vengono catturati anche per l'olio di fegato e la pelle.